# Herr, wie du willt, so schicks mit mir, BWV 73

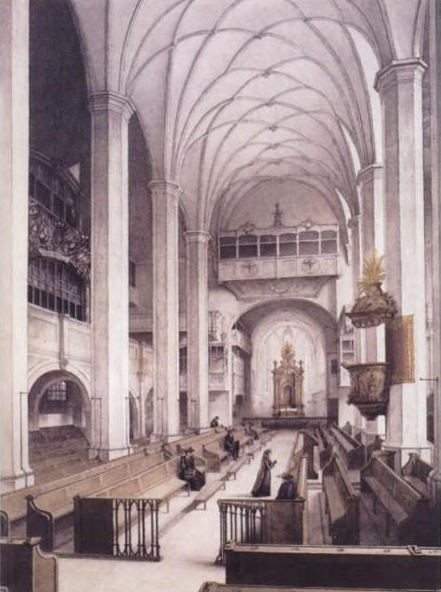
Thomaskirche, Leipzig.

Herr, wie du willt, so schicks mit mir, BWV 73 (Señor, como Tú quieras así sea conmigo) es una cantata de iglesia escrita por Johann Sebastian Bach en Leipzig para el tercer domingo después de la Epifanía y estrenada el 23 de enero de 1724.

## Historia
Bach compuso esta obra durante su primer año como Thomaskantor en Leipzig para el tercer domingo después de la Epifanía. Forma parte de su primer ciclo anual de cantatas corales. La cantata fue interpretada por primera vez el 23 de enero de 1724. Posteriormente se interpretó de nuevo en una versión revisada el 21 de enero de 1748 o el 26 de enero de 1749.

## Análisis

### Texto
Las lecturas establecidas para ese día eran de la epístola a los romanos, reglas de vida (Romanos 12:17-21), y del evangelio según San Mateo, la curación de un leproso (Mateo 8:1-13).
El poeta desconocido toma el texto del leproso "Señor, si quieres, puedes limpiarme" como punto de partida y recomienda esta actitud de confianza para la situación de enfrentarse a la muerte. En el primer movimiento contrasta versos del coral "Herr, wie du willst, so schick's mit mir" de Kaspar Bienemann con tres secciones de recitativo. El tercer movimiento parafrasea Jeremías 17:9. El texto del cuarto movimiento son las palabras del leproso tomadas del evangelio. El coral de cierre es la estrofa final del himno "Von Gott will ich nicht lassen" escrito por Ludwig Helmbold.

### Instrumentación
La obra está escrita para tres voces solistas (soprano, tenor y bajo), un coro a cuatro voces; trompa (reemplazada por órgano en la versión revisada, dos oboes, dos violines, viola y bajo continuo.

### Estructura
Consta de cinco movimientos.
1. Coral y recitativo (tenor, bajo, soprano): Herr, wie du willt, so schicks mit mir
2. Aria (tenor): Ach senke doch den Geist der Freuden
3. Recitativo (bajo): Ach, unser Wille bleibt verkehrt
4. Aria (bajo): Herr, so du willt
5. Coral: Das ist des Vaters Wille

El coro de inicio se basa en la primera estrofa del himno "Herr, wie du willt, so schicks mit mir", que es expandida con recitativos de los tres solistas vocales. Un motivo de cuatro notas sobre las palabras "Herr, wie du willt" es presentado por la trompa y repetido a lo largo de todo el movimiento. Los recitativos acompañados para todos los solistas van acompañados por los oboes con material del ritornello, mientras la trompa y la cuerda continúan interpretando el motivo. En la última repetición del ritornello el coro canta el motivo y lo repite en una cadenza final.
En el movimiento 3 la voluntad del hombre es descrita como "bald trotzig, bald verzagt" (ya terca, ya desesperada), ilustrada en la melodía. El movimiento 4 empieza sin ritornello. Las inusuales tres estrofas, todas comenzando con las palabras "Herr, so du willt", se interpretan como variaciones libres y cerradas por una coda. Similar al primer movimiento, un motivo sobre las palabras "Herr, so du willt" aparece al principio, es repetido durante el movimiento y finalmente también en la coda. Este motivo es el inicio de la famosa aria Bist du bei mir del Pequeño libro de Anna Magdalena Bach, que durante mucho tiempo fue atribuido a Bach pero en realidad fue escrito por Gottfried Heinrich Stölzel.
El coral de cierre es un arreglo a cuatro voces.

## Discografía selecta
De esta pieza se han realizado una serie de grabaciones entre las que destacan las siguientes.
- 1954 – Bach Made in Germany Vol. 1: Cantatas II. Günther Ramin, Thomanerchor, Gewandhausorchester, solista soprano del Thomanerchor, Hans-Joachim Rotzsch, Hans Hauptmann (Eterna)
- 1971 – Die Bach Kantate Vol. 23. Helmuth Rilling, Figuralchor der Gedächtniskirche Stuttgart, Bach-Collegium Stuttgart, Magdalene Schreiber, Adalbert Kraus, Wolfgang Schöne (Hänssler)
- 1977 – J.S. Bach: Das Kantatenwerk Vol. 4. Gustav Leonhardt, Knabenchor Hannover, Collegium Vocale Gent, Gewandhausorchester, solista soprano del Knabenchor Hannover, Kurt Equiluz, Max van Egmond (Teldec)
- 1990 – J.S. Bach: Cantatas. Philippe Herreweghe, Collegium Vocale Gent, Barbara Schlick, Howard Crook, Peter Kooy (Virgin Classics)
- 1999 – J.S. Bach: Complete Cantatas Vol. 10. Ton Koopman, Amsterdam Baroque Orchestra & Choir, Caroline Stam, Paul Agnew, Klaus Mertens (Antoine Marchand)
- 2000 – J.S. Bach: Cantatas for the 3rd Sunday of Epiphany. John Eliot Gardiner, Monteverdi Choir, English Baroque Soloists, Joanne Lunn, Julian Podger, Stephen Varcoe (Archiv Produktion)
- 2002 – J.S. Bach: Cantatas Vol. 17. Masaaki Suzuki, Bach Collegium Japan, Yukari Nonoshita, Gerd Türk, Peter Kooy (BIS)
- 2008 – J.S. Bach: Cantatas for the Complete Liturgical Year Vol. 8. Sigiswald Kuijken, La Petite Bande, Gerlinde Sämann, Petra Noskaiová, Christoph Genz, Jan van der Crabben (Accent)